# 1092

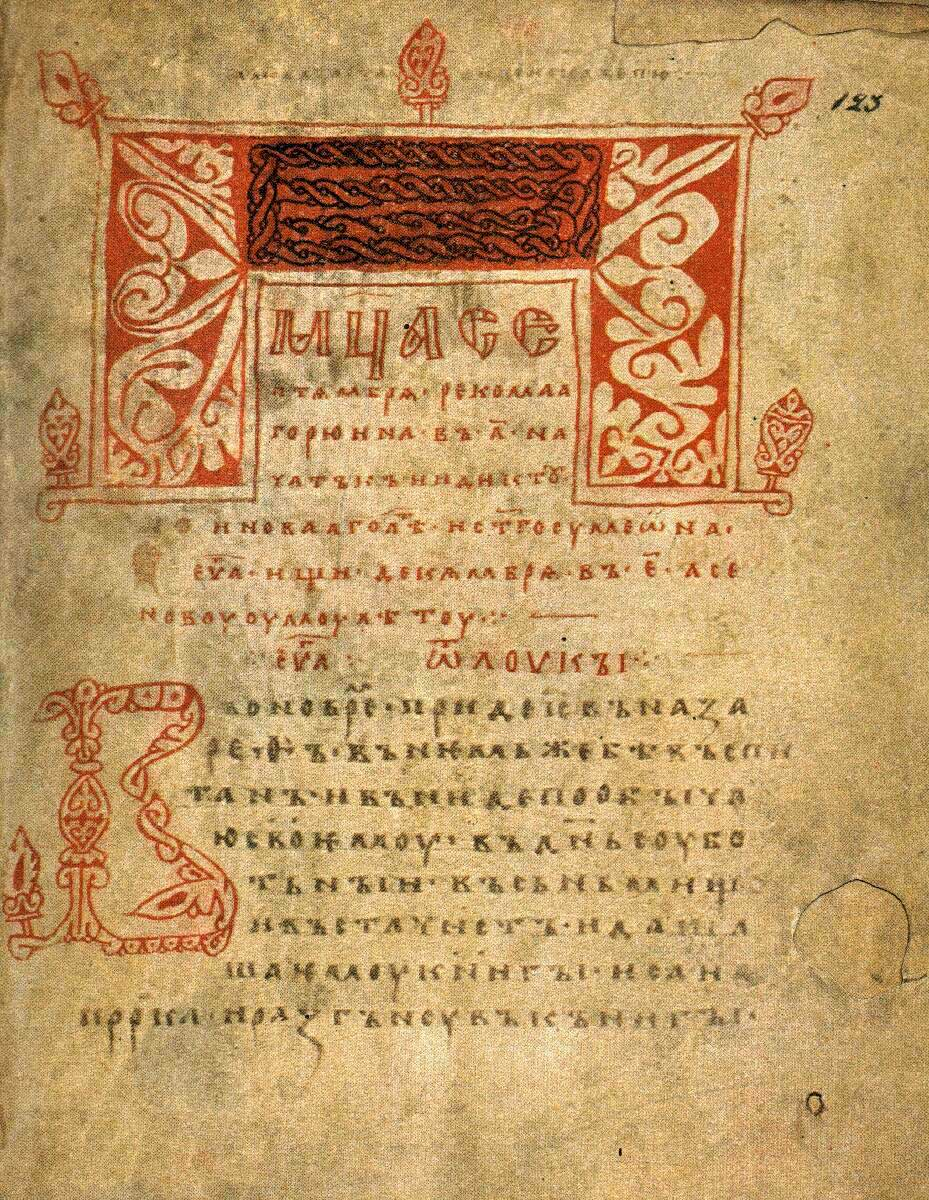
Het Evangelie van Archangelsk uit 1092, een van de oudste bewaard gebleven Oost-Slavische teksten

Het jaar 1092 is het 92e jaar in de 11e eeuw volgens de christelijke jaartelling.

## Gebeurtenissen
- 9 mei - De kathedraal van Lincoln wordt ingewijd.
- Na de dood van sultan Malik Sjah I ontstaat er burgeroorlog in het rijk der Seltsjoeken, dat uiteindelijk zal uiteenvallen.
- 14 oktober - Nizam al-Moelk, grootvizier van het Seltjoekenrijk, wordt vermoord door een strijder van de rivaliserende sjiitische Assassijnen
- Kilij Arslan I weet na een aantal jaren feitelijke gevangenschap in Isfahan uiteindelijk zijn functie als sultan van Rûm op zich te nemen.
- Filips I trouwt met Bertrada van Montfort. Hij verstoot hiervoor zijn eerste vrouw Bertha van Holland. De kerk erkent het huwelijk niet.
- Het graafschap Württemberg ontstaat.
- Rogier I van Apulië trouwt met Adela van Vlaanderen.
- Lodewijk de Dikke, de zoon van koning Filips I, wordt benoemd tot graaf van Vexin.
- Voor het eerst genoemd: Liedekerke

## Opvolging
- patriarch van Alexandrië (koptisch) - Ciryllus II opgevolgd door Michaël IV
- Avesnes - Fastraad I opgevolgd door zijn zoon Gozewijn
- Bohemen - Vratislav II opgevolgd door zijn broer Koenraad I, die weer wordt opgevolgd door Vratislavs zoon Břetislav II
- Brno - Koenraad I opgevolgd door zijn zoon Oldřich
- Lohn - Gerard opgevolgd door zijn zoon Godschalk I
- Seltsjoeken - Malik Sjah I opgevolgd door zijn zoon Mahmoed I
- Urgell - Armengol IV opgevolgd door Armengol V
- Znaim - Koenraad I opgevolgd door zijn zoon Lutold
- Zwaben (tegenhertog) - Berthold II van Zähringen als opvolger van Berthold van Rheinfelden

## Geboren
- Sachen Künga Nyingpo, Tibetaans boeddhistisch leraar
- Sybilla van Normandië, echtgenote van Alexander I van Schotland
- Fulco V, graaf van Anjou, Tours en Maine (1109/1110-1129) en koning van Jeruzalem (1131-1143) (jaartal bij benadering)

## Overleden
- 14 januari - Vratislav II, hertog en koning van Bohemen (1061-1092)
- 7 mei - Remigius de Fecamp, bisschop van Lincoln
- 8 juni - Fastraad I, heer van Avesnes
- 6 september - Koenraad I, hertog van Moravië (1054/1061-1092) en Bohemen (1092)
- 14 oktober - Nizam al-Moelk (74), grootvizier der Seltsjoeken
- Beatrix van Montbéliard, echtgenote van Berthold van Zähringen
- Engelbert I, heer van Edingen
- Gerardus de Lon, eerste graaf van Lohn (1085-1092)
- Malik Sjah I, sultan der Seltsjoeken (1072-1092)